# 친주
친주(버마어: ချင်းပြည်နယ် 친 삐내)는 미얀마 서부에 위치한 주이다. 남쪽은 여카잉주, 남서쪽은 방글라데시, 동쪽은 저가잉군, 머궤군, 북쪽은 인도의 마니푸르주, 서쪽은 인도의 미조람주와 접한다. 친족이 주 인구의 대다수를 차지한다.

## 지리
많은 강들이 산맥 사이를 남북으로 흘러 수많은 계곡을 형성한다. 해발 3,200m의 빅토리아산은 친주에서 가장 높은 산이자 미얀마에서 두 번째로 높은 산이다. 

## 역사
역사의 대부분 동안, 인구가 희박한 친 구릉은 이라와디 계곡을 기반으로 한 버마의 왕국의 최서단 지역이었다. 버마족의 친 구릉의 지배 정도는 지역장을 임명하는 정도에 그쳤다. 마니푸르는 1558년 바인나웅 왕의 치세 때 처음 버마의 종주권하에 들어왔다. 이후 역으로 친 구릉의 북부를 지배하던 마니푸르 왕국은 1730년대와 1740년대에 정기적으로 버마 북서부를 침공하였다. 버마는 1750년대에 꼰바웅 왕조의 얼라웅퍼야 왕 때 지역의 지배권을 되찾았고 1758년에 마니푸르를 정복하여 다시 한 번 버마의 왕국에 공물을 바치게 했다. 19세기 초에 버마의 왕은 친 구릉과 마니푸를 넘어 팽창 정책을 취했다. 보도퍼야 왕은 1813년에 마니푸르를 병합하였고 1817년에는 아삼을 점령하였다. 그의 후계자 바지도 왕은 1819년에 마니푸르, 1821~22의 아삼의 반란을 진압하였다. 친 구릉은 1824~26의 제1차 영국-미얀마 전쟁 이후 서부에서 유일하게 미얀마에게 남은 지역이다. 아삼, 마니푸르, 아라칸과 같은 다른 서부 지역은 전쟁 이후 영국에 할양되었다. 
영국은 1885년의 제3차 영국-미얀마 전쟁 후에 친 구릉을 얻었다. 계속되는 친족의 영국에 대한 저항은 1890년이 돼서야 진압되었다. 영국은 친 구릉을 아라칸구의 관할로 하였다. 미국인 선교사가 1890년대에 도착했고 20세기 중반에 친족의 대부분이 크리스트교로 개종하였다. 
친은 제2차 세계 대전 중인 1943년 11월에 일본 제국 육군이 가장 서쪽으로 점령한 지역이었다. 전쟁 후에 친족 수령은 판롱 회의에 참가하여 독립한 버마 연방의 미래에 대해 논의하였다. 이 지역은 경제적으로 미얀마 본토에 크게 의존하고 있었기 때문에 친족 수령은 다른 소수민족 지도자와 달리 완전히 독립된 국가가 아닌 특별행정구만을 요구하였다. 
1948년에 영국으로부터 독립했을 때 팔람을 수도로 하는 친 구릉 특별구가 여카잉 구로부터 분리되어 설치되었다. 1974년 1월 4일, 친주가 되었다. 오늘날 주는 기반 시설이 거의 없고 아주 빈곤하고 미개발된 상태로 남아있다. 

## 행정 구역
- 펄람군
- 하카군
- 머뚜비군
- 민다군

## 인구
친주의 인구는 2006년 12월 기준으로 518,144명이고 인구 밀도는 평방마일당 37명이다. 
친족은 역사적으로는 관련이 있지만 현재 다른 언어와 문화, 역사적 정체성을 가진 다양한 부족으로 이루어져 있다.
친주의 친족의 인구는 2000년대 초 이래로 경제적, 정치적인 이유 때문에 급격히 감소하고 있다. 경제적으로 생계는 급격한 인구 증가와 지속가능하지 않은 화전 농업 때문에 어렵다. 정치적으로는 1990년대 초 이래로 많은 수의 버마족 군인들이 친주로 오고 있으나 어떠한 저항 운동도 없다. 2000년 이래로 팔람 지역에서만 약 10만 명이 미얀마의 다른 지역으로 이동하였고 상당히 많은 수가 인도, 말레이시아, 태국 등의 이웃 국가로 떠난 것으로 추정된다. 하카와 탄란 지방에서는 자그마치 10만 명이 말레이시아, 인도네시아, 미얀마의 다른 지역으로 이주하였다. 이 많은 사람들의 이주 현상은 친주의 아주 고립된 마을들을 제외하고는 다른 지역에서도 나타나고 있다. 2000년대 초 이래로 많은 친족이 생계와 일자리를 위해 난민으로서 합법적, 불법적으로 오스트레일리아, 노르웨이, 핀란드, 덴마크, 네덜란드, 캐나다, 미국, 뉴질랜드에 재정착하였으며 그 중 미국이 가장 많다. 
지난 100년간 선교사들의 작업 덕분에 상당한 인구가 크리스트교를 믿는다. 그러나 상당 수가 상좌부 불교와 애니미즘을 고수하고 있다. 

## 교통
- 뻘래와 공항